# Agustí Cerdà
Pour l’article homonyme, voir Cerda (homonymie).
Agustí Cerdà i Argent, né à Canals (province de Valence) le 8 décembre 1965, est un homme politique espagnol, député de la circonscription de Barcelone entre 2004 et 2008 et président d'Esquerra Republicana del País Valencià depuis sa fondation en septembre 2000.